# Sjever (Pjesma leda i vatre)
Sjever je naziv za jednu od konstituirajućih regija Sedam Kraljevstva iz serijala fantastičnih romana Pjesma leda i vatre američkog pisca Georgea R.R. Martina

## Legenda
Prema legendi, Sjeverno je kraljevstvo osnovao Bran Graditelj, koji je ujedno osnovao i kuću Stark. Bran je ujedno i sagradio Zid, koji brani Sedam Kraljevstva od divljaka sa sjevera.

## Geografski podaci
Sjever je omeđen sa Zidom na sjeveru, dok se za južne granice uzima područje oko Blizanaca. U zapadom se dijelu nalazi područje jezera, dok je na istoku prevladavaju neobrađene ravnice.
Klima je zimska, a same zime su oštre i hladne. Iz toga proizlazi vegetacija koja tamo prevladava: crnogorične šume i tajga.
Dosta je sličan sa Škotskom.

## Dvorci
Oštrozimlje, glavni grad i dvorac
- Medvjeđi otok,[2] nalazi se u sjeverozapadnom području Sjevera u Zaljevu Leda, dom je Kuće Mormont, vazala Kuće Stark
- Dvorac Cerwyn, utočište Kuće Cerwyn
- Deepwood Motte, utočište Kuće Glover
- Strahotvrđa, dvorac Kuće Bolton
- Graywatter Watch, dvorac obitelji reed

.
.
.

## Manje regije
- Nizina Neck (u obliku srca)
- Vučja šuma
- The Rills

### Otoci
- Medvjeđi otk
- Otok Shagon
- Otok Skane

### Zaljevi
- Zaljev Leda
- Zaljev tuljana
- Zaljev
- Zaleđeni zaljev

### Rijeke i jezera
- Bijeli Nož
- Posljednja Rijeka
- Dugačko Jezero

## O stanovnicima
- Nezakonita djeca dobivaju prezime Snow (Jon Snow)
- Ostalo stanovništvo Kraljevstva nazivaju Sjevernjacima ili Vukovima

## Vladari
Do Rata Pet Kraljeva, Sjeverom je vladala kuća Stark sve dok nisu prognani ili ubijeni. Od tada Sjeverom vladaju kuće Bolton i Greyjoy